# Matterhorn
Matterhorn (tiếng Đức: Matterhorn, [ˈmatərˌhɔrn]; tiếng Ý: Cervino, [ˈtʃerˈviːno]; tiếng Pháp: Mont Cervin, [mɔ̃ sɛʁvɛ̃]) là một ngọn núi ở dãy Pennine Alps trên biên giới giữa Thụy Sĩ và Ý. Đỉnh núi này có độ cao 4.478 mét trên mực nước biển, là một trong những đỉnh núi cao nhất trong dãy Alps, bốn cạnh núi dốc thẳng đứng vươn lên trên các dòng sông băng xung quanh. Núi đối diện thị trấn Zermatt ở bang Valais ở phía đông bắc và Breuil-Cervinia trong thung lũng Aosta ở phía nam. Đèo Theodul, nằm ở cơ sở phía đông của đỉnh, là điểm thông qua thấp nhất giữa phía bắc và phía nam.
Matterhorn là đỉnh Alpine lớn cuối cùng để leo lên và lần đầu con người leo lên đỉnh này vào năm đã đánh dấu sự kết thúc của thời đại hoàng kim của những người leo núi Alpe. Đợt leo này do một nhóm đứng đầu bởi Edward Whymper thực hiện vào năm và kết thúc trong thảm họa khi bốn thành viên của đoàn rơi và chết khi họ xuống núi. Mặt phía bắc đã không được người ta leo cho đến 1931, và là một trong sáu mặt núi lớn phía bắc của dãy Alps. Matterhorn là một trong những đỉnh núi nguy hiểm nhất trong dãy Alps: từ 1865 - khi nó lần đầu tiên leo lên đến 1995, đã có 500 người leo núi tử nạn ở đây.
Matterhorn đã trở thành một hình ảnh biểu tượng của dãy núi Alps của Thụy Sĩ và dãy núi Alps nói chung. Từ cuối thế kỷ 19, khi đường sắt được xây dựng, núi đã thu hút du khách và vận động viên leo núi đến đây. Mỗi mùa hè một số lượng lớn của leo núi cố gắng leo lên đỉnh Matterhorn qua sườn phía đông bắc Hörnli, con đường phổ biến nhất để lên đỉnh núi này.